# Escala de Ashworth
La escala de espasticidad de Ashworth o simplemente escala de Ashworth  es una graduación utilizada en clínica para valorar la espasticidad muscular. Fue creada en 1964 por el Ashworth  y modificada por Bohannon y Smith en 1987.

## Escala de Ashworth (1964)
La escala de Ashworth (1964) (Tabla I) es una escala clínica de valoración subjetiva que mide directamente la espasticidad. Gradúa el tono de 0 (sin aumento del tono) hasta 4 (extremidad  rígida en flexión o extensión), que en adultos, aunque no en la PC, ha demostrado su fiabilidad (en su versión modificada) tanto en la espasticidad de los flexores del codo como en la espasticidad de los flexores plantares. En general, es muy útil en evaluaciones tras una única sesión, pero no tanto para valorar la mejoría a largo plazo de la espasticidad.
| Tabla I. Escala de Ashworth (1964) | Tabla I. Escala de Ashworth (1964)                                                       |
| ---------------------------------- | ---------------------------------------------------------------------------------------- |
| 0                                  | No incremento de tono, normal                                                            |
| 1                                  | Ligero incremento en tono, con resistencia mínima durante parte del movimiento articular |
| 2                                  | Incremento moderado de tono a lo largo del movimiento articular                          |
| 3                                  | Incremento marcado, difícil de completar el arco de movimiento                           |
| 4                                  | Contractura fija                                                                         |

## Escala de Ashworth Modificada
Bohanson y Smith (1987) modificaron la escala de Ashworth (Escala de Ashworth Modificada) agregando un nivel que incorpora el ángulo en el que aparece la resistencia y controlando la velocidad de movimiento pasivo con un recuento de 1 segundo, siendo el método más comúnmente utilizado. 
La escala de Ashworth modificada (Tabla II) tiene como puntos a favor que es fácil de utilizar, sirve para todas las articulaciones (aunque la utilidad de la escala es mejor en la extremidad superior), está ampliamente difundida y posee una alta fiabilidad interobservador al igual que una buena reproducibilidad si se mide en las mismas condiciones. Como punto en contra, está el que sea poco discriminativa (existe ambigüedad entre los grados “1” y “1+”) y poco sensible, pues hay una necesidad de estandarizar los métodos para aplicar estas escalas en la práctica clínica e investigación.
|    | Tabla II. Escala de Ashworth Modificada de Bohanson y Smith (1987) |
| -- | --- |
| 0  | No aumento del tono |
| 1  | Ligero aumento de la respuesta del músculo al movimiento (flexión o extensión) visible con la palpación o relajación, o sólo mínima resistencia al final del arco del movimiento |
| 1+ | Ligero aumento de la respuesta del músculo al movimiento en flexión o extensión seguido de una mínima resistencia en todo el resto del arco de recorrido ( menos de la mitad)    |
| 2  | Notable incremento en la resistencia del músculo durante la mayor parte del arco del movimiento articular, pero la articulación se mueve fácilmente                              |
| 3  | Marcado incremento en la resistencia del músculo; el movimiento pasivo es difícil                                                                                                |
| 4  | Las partes afectadas están rígidas en flexión o extensión cuando se mueven pasivamente                                                                                           |